# Analice Fernandes
Analice Fernandes (Jales, 9 de abril de 1961) é uma enfermeira e política brasileira, filiada ao Partido da Social Democracia Brasileira (PSDB). 
É deputada estadual, em São Paulo, tendo como reduto a região de Taboão da Serra.

## Trajetória
Estudou na EE Euphly Jalles. Cumpre seu sexto mandato consecutivo como deputada estadual de São Paulo, para o qual foi reeleita em 2022, com obtendo 90.135 votos. A parlamentar já foi eleita pelos seus pares para o cargo de primeira vice-presidente da Assembleia Legislativa de São Paulo para o biênio 2017–2019, e também ocupou o cargo de segunda vice-presidente no biênio anterior (2015–2017).
Durante seus mandatos, fez parte das Comissões de Constituição e Justiça, Promoção Social, Obras e Serviços e da Comissão de Saúde.
Como parlamentar atua na Região Metropolitana de São Paulo e nas Microrregião de Jales, Microrregião de Fernandópolis, Microrregião de Auriflama e Microrregião de São José do Rio Preto fazendo a interlocução junto aos órgãos do governo do Estado de São Paulo.
Analice Fernandes é autora da lei que têm como objetivo melhorar a rede de proteção para mulheres vítimas de violência. A lei 14.545/2011, dispõe sobre a obrigatoriedade da divulgação dos índices divididos por sexo e região.
Analice, foi eleita presidente da Comissão de Saúde da Assembleia Legislativa de São Paulo, em abril de 2019, pelo biênio 2019–2021.
Como deputada estadual, Analice é autora da PL 347/18 que dispõe sobre o limite de jornada de trabalho de 30 horas para a enfermagem.
Analice cursou a Pontifícia Universidade Católica de Campinas, formando-se como enfermeira, com especialização em Saúde Pública. Atuou como enfermeira no Hospital Público Darcy Vargas na cidade de São Paulo.
Seu marido, Fernando Fernandes Filho, foi prefeito de Taboão da Serra por dois mandatos, entre 1997 e 2004. Elegeu-se para o mesmo cargo em 2012, reelegendo-se em 2016, somando quatro mandatos como prefeito. É também filiado ao PSDB. Tem dois filhos, Fernando Fernandes Neto e Fábio Fernandes, e dois netos. Analice é da Igreja Batista e participa de cultos semanalmente com a família.

## Desempenho em eleições
| Ano  | Eleição               | Coligação                | Partido | Candidata a       | Votos         | Votos em Taboão da Serra | Resultado |
| ---- | --------------------- | ------------------------ | ------- | ----------------- | ------------- | ------------------------ | --------- |
| 2002 | Estadual de São Paulo | PSDB, PFL, PSD           | PSDB    | Deputada Estadual | 100.134 (25ª) | 41.599 (1ª)              | Eleita    |
| 2006 | Estadual de São Paulo | PSDB, PFL                | PSDB    | Deputada Estadual | 140.587 (9ª)  | 40.461 (1ª)              | Eleita    |
| 2010 | Estadual de São Paulo | DEM, PSDB                | PSDB    | Deputada Estadual | 125.116 (21ª) | 31.388 (1ª)              | Eleita    |
| 2014 | Estadual de São Paulo | PSDB, DEM, PPS, PRB      | PSDB    | Deputada Estadual | 151.407 (16ª) | 48.650 (1ª)              | Eleita    |
| 2018 | Estadual de São Paulo | PSDB, PSD, DEM, PP, PRB  | PSDB    | Deputada Estadual | 110.089 (23ª) | 31.730 (1ª)              | Eleita    |
| 2022 | Estadual de São Paulo | Federação PSDB Cidadania | PSDB    | Deputada Estadual | 90.135 (56ª)  | 13.581 (3ª)              | Eleita    |